# Zanthoxylum delagoense
Zanthoxylum delagoense es una especie de arbusto perteneciente a la familia de las rutáceas. Es nativa Mozambique.  

## Descripción
Es un arbusto o pequeño árbol que alcanza un tamaño de hasta 4 m de altura, la corteza con espinas; las ramitas jóvenes de color marrón rojizo, glabras, poco espinosas, con espinas recurvadas de 4-10 mm de largo, las hojas de 5-18 cm de largo,  coriáceas, glabras, con espinas en el raquis recurvado, foliolos 2-4 pares.

## Distribución y hábitat
Se encuentra en la dunas costeras en forma de matorrales, en el bosque seco de la costa sur de Mozambique.

## Taxonomía
Zanthoxylum delagoense fue descrita por P.G.Waterman y publicado en Taxon 23: 365, en el año 1975.
Sinonimia
- Zanthoxylum capense auct.
- Fagara capensis I.Verd.
- Fagara schlechteri Engl. (1911)[2]